# Stenhomalus japonicus
Stenhomalus japonicus är en skalbaggsart som först beskrevs av Maurice Pic 1904.  Stenhomalus japonicus ingår i släktet Stenhomalus och familjen långhorningar. Inga underarter finns listade i Catalogue of Life.